# 第二次塞米诺尔战争
第二次塞米诺尔战争（英文：Second Seminole War）也被称为佛罗里达战争，是美国同美洲原住民塞米诺尔人发生的三次塞米诺尔战争之一。战争于1835年到1842年发生在佛罗里达。第二次塞米诺尔战争是美国所打的最昂贵的印第安战争。

## 背景
18世纪，许多部族从美国东南部迁往佛罗里达无人居住的土地，这其中包括亚拉巴马人、乔克托人、雅玛西人、优奇人和克里克人。克里克人是其中最大的部族，包括上克里克人和下克里克人，包括希奇蒂语的使用者和穆斯科格语的使用者。希奇蒂语使用者的一支米卡苏吉人，迁徙到塔拉哈西附近的米科苏基湖，另一支迁徙到阿拉楚阿草原（即现在的阿拉楚阿县）。圣奥古斯丁的西班牙人称呼阿拉楚阿的克里克人为Cimarrones，意思是野人或逃亡的人，这可能就是塞米诺尔这个名称的来源。这个名字被应用到佛罗里达的其他部族，虽然这些美洲原住民认为他们自己属于不同的部族。其他在塞米诺尔战争时期生活在佛罗里达的包括西班牙印第安人，之所以这么叫，是因为这些人据信遗传自卡卢萨人和“牧场印第安人”（美洲原住民祖先），也可能包括卡卢萨人和克里克人，以及生活在佛罗里达沿岸西班牙、古巴营地的印第安人和西班牙人的混血。
巴黎和约终结了美国独立战争并归还东西佛罗里达给西班牙人控制后，美国和西班牙的关系一直不和。美国争议英治时期已经确定的西佛罗里达边界，指责西班牙当局没能阻止生活在佛罗里达的印第安人袭击美国，以及藏匿从美国逃跑的黑人奴隶。从1810年开始，美国占领并兼并了部分西佛罗里达。1817年，美国总统安德鲁·杰克逊领导了一次对佛罗里达的入侵，即第一次塞米诺尔战争。紧接着，美国通过亚当斯-奥尼斯条约于1821年从西班牙手中占有了佛罗里达。现在佛罗里达属于美国，但塞米诺尔人仍然是政府的一个难题。美国同塞米诺尔人签订了穆特里-克里克条约，确定了佛罗里达中部的印第安人保留地。七个酋长被允许保留在阿帕拉契科拉河沿岸的村庄。
塞米诺尔人慢慢迁徙到保留地，他们与白人隔离以避免冲突。上校（后来的将军）邓肯·拉蒙特·克林奇负责管理佛罗里达的军队，在保留地政府附近新建了国王要塞（在今天的奥卡拉），1827年早期，军队报告指出塞米诺尔人居住在保留地，佛罗里达是和平的。和平维持了五年，直到塞米诺尔人被强制迁移去密西西比西部。塞米诺尔人强烈抵制所有这种迁移，尤其是他们加入了与克里克人的联盟。大多数白人以为塞米诺尔人就是迁移到佛罗里达的克里克人，但塞米诺尔人认为佛罗里达是他们的故乡，并与克里克人没有关系。
逃亡奴隶的情况对塞米诺尔人和白人的关系是一个持续的刺激。尽管美国不承认，西班牙曾按照他们的规矩给予逃亡奴隶以自由。多年以来，被称为黑塞米诺尔人的人群，在塞米尔诺村庄附近建立了社区，并且这两个族群在保留各自独立文化的情况下结成了联盟。奴隶抓捕者争议着奴隶的所有权。佛罗里达新建的种植园，又增加了逃亡到塞米诺尔人那里的奴隶的来源。
因为担忧印第安民族起义和武装奴隶叛乱的可能性，地方长官杜瓦尔要求增加佛罗里达的军队数量。国王要塞被关闭了。塞米诺尔人因为食物短缺和狩猎的困难，不断地进入保留区以外的地区。1828年，安德鲁·杰克逊（塞米尔诺人的老敌人）当选美国总统，1830年，国会通过了印第安人迁移法案，他们希望通过把塞米诺尔人迁到密西西比河以西以解决这个问题。